# وندی ویلیامز (بازیگر پورنوگرافی)
وندی ویلیامز (انگلیسی: Wendy Williams؛ زاده ۳ مهٔ ۱۹۶۹) بازیگر پورنوگرافی تراجنسیتی اهل ایالات متحده آمریکا است.
او یک زن ترنس است.